# هامهنغ
هامهنغ هي مدينة في كوريا الشمالية، تتبع محافظة هامغيونغ الجنوبية، وهي عاصمة محافظة هامغيونغ الجنوبية، بلغ عدد سكانها 614٬198  نسمة، في 2009، وتبلغ مساحتها 330 كيلومتر مربع.

## المناخ
يظهر الجدول التالي التغييرات المناخية على مدار السنة لهامهنغ:
| البيانات المناخية لـهامهنغ        | البيانات المناخية لـهامهنغ | البيانات المناخية لـهامهنغ | البيانات المناخية لـهامهنغ | البيانات المناخية لـهامهنغ | البيانات المناخية لـهامهنغ | البيانات المناخية لـهامهنغ | البيانات المناخية لـهامهنغ | البيانات المناخية لـهامهنغ | البيانات المناخية لـهامهنغ | البيانات المناخية لـهامهنغ | البيانات المناخية لـهامهنغ | البيانات المناخية لـهامهنغ | البيانات المناخية لـهامهنغ |
| الشهر                             | يناير                      | فبراير                     | مارس                       | أبريل                      | مايو                       | يونيو                      | يوليو                      | أغسطس                      | سبتمبر                     | أكتوبر                     | نوفمبر                     | ديسمبر                     | المعدل السنوي              |
| --------------------------------- | -------------------------- | -------------------------- | -------------------------- | -------------------------- | -------------------------- | -------------------------- | -------------------------- | -------------------------- | -------------------------- | -------------------------- | -------------------------- | -------------------------- | -------------------------- |
| متوسط درجة الحرارة الكبرى °م (°ف) | 1.3 (34.3)                 | 3.0 (37.4)                 | 7.4 (45.3)                 | 15.6 (60.1)                | 20.8 (69.4)                | 25.1 (77.2)                | 28.0 (82.4)                | 27.9 (82.2)                | 24.0 (75.2)                | 18.9 (66.0)                | 10.3 (50.5)                | 3.5 (38.3)                 | 15.5 (59.9)                |
| المتوسط اليومي °م (°ف)            | −5.5 (22.1)                | −3.3 (26.1)                | 2.0 (35.6)                 | 9.0 (48.2)                 | 14.7 (58.5)                | 19.6 (67.3)                | 23.3 (73.9)                | 23.7 (74.7)                | 18.7 (65.7)                | 12.5 (54.5)                | 4.5 (40.1)                 | −2.5 (27.5)                | 9.7 (49.5)                 |
| متوسط درجة الحرارة الصغرى °م (°ف) | −12.2 (10.0)               | −9.5 (14.9)                | −3.4 (25.9)                | 2.5 (36.5)                 | 8.6 (47.5)                 | 14.1 (57.4)                | 18.6 (65.5)                | 19.5 (67.1)                | 13.4 (56.1)                | 6.2 (43.2)                 | −1.2 (29.8)                | −8.4 (16.9)                | 4.0 (39.2)                 |
| الهطول مم (إنش)                   | 14 (0.6)                   | 16 (0.6)                   | 24 (0.9)                   | 42 (1.7)                   | 61 (2.4)                   | 85 (3.3)                   | 204 (8.0)                  | 209 (8.2)                  | 114 (4.5)                  | 39 (1.5)                   | 32 (1.3)                   | 15 (0.6)                   | 855 (33.6)                 |
| المصدر: Climate-data.org          |                            |                            |                            |                            |                            |                            |                            |                            |                            |                            |                            |                            |                            |

## مدن توأم
المدن التوأم:
- شانغهاي.

## أعلام
- هونغ ديوك يونغ
- ريتشارد إي. كيم
- روبرت د. ريم
- جونغجونغ ملك جوسون
- جنان داي غن
- تايجونغ ملك جوسون
- تايجو ملك جوسون